# 茶陵站
茶陵站位于湖南省株洲市茶陵县思聪街道，是醴茶铁路的一座火车站，业务性质为客、货运站，车站等级为四等站，于1973年启用，距离醴陵站105公里，距离清潞站26公里。